# 慶山駅
慶山駅（キョンサンえき）は、大韓民国慶尚北道慶山市西部洞にある、韓国鉄道公社（KORAIL）京釜線の駅。

## 駅構造
島式ホーム2面4線を有する地上駅。2011年10月4日、橋上駅舎が完成した。

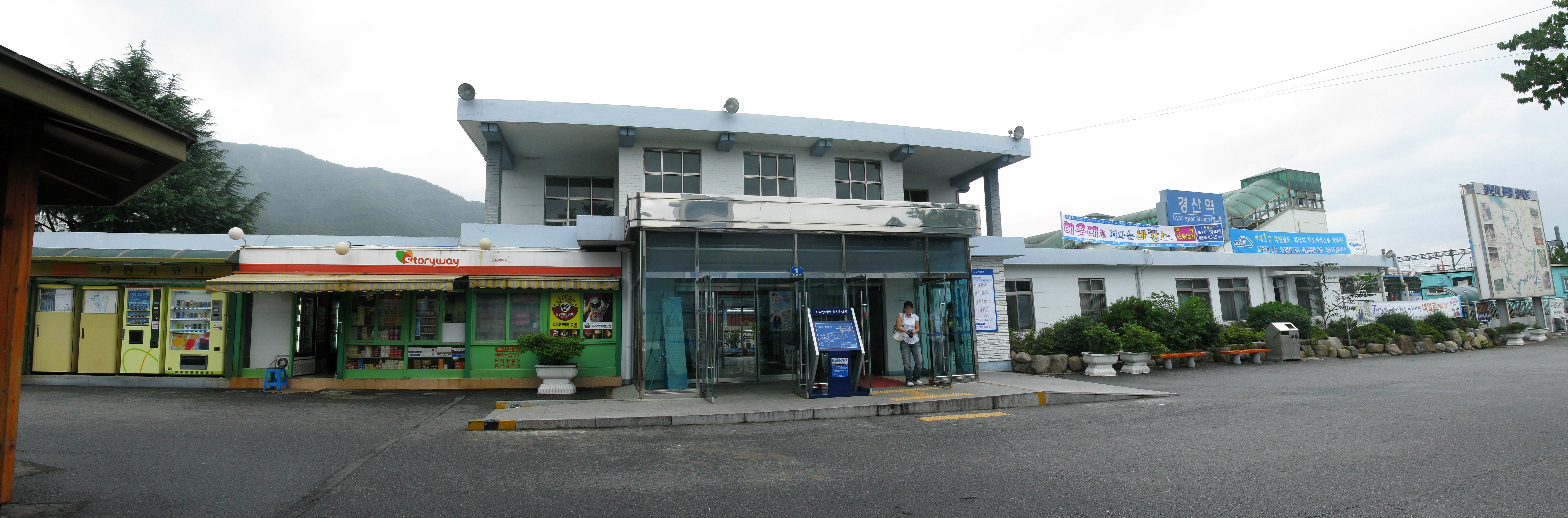
旧駅舎（2009年撮影）

### のりば
| 1・2 | 京釜線（下り） | 清道・密陽・亀浦・釜山方面     |
| 3・4 | 京釜線（上り） | 東大邱・金泉・大田・ソウル方面 |

|  |

## 駅周辺
- 国民健康保険公団慶山支社
- KT慶山支社
- 国立農産物品質管理院慶山清道出張所
- 慶山女子中学校
- 慶山女子高等学校
- 慶北中央酪農畜産業協同組合中央会
- 慶山山林組合
- 章山中学校
- 章山初等学校
- 西部1洞住民センター

## 歴史
- 1905年1月1日 - 開業。
- 2013年1月1日 - KTXが新規停車
- 2024年12月14日 - 大慶線が開業[1]。

## 慶山駅に停車する列車
2013年1月現在
- 下り（釜山方面）
  - KTX 1日2本
  - ITX-セマウル 1日7本
  - ムグンファ号 夜行の1本（釜山行き1223列車）を除いた全列車が停車
- 上り（ソウル方面）
  - KTX 1日2本
  - ITX-セマウル 1日8本
  - ムグンファ号 全ての列車が停車

## 隣の駅
韓国鉄道公社
京釜線
KTX（亀浦経由）
東大邱駅 - 慶山駅 - 密陽駅
ITX-セマウル
東大邱駅 - 慶山駅 - 清道駅
ムグンファ号
東大邱駅 - 慶山駅 - 南省峴駅
大慶線
東大邱駅 - 慶山駅